# The Edge
David Howell Evans (sinh ngày 8 tháng 8 năm 1961), được biết đến với nghệ danh The Edge, là một nhạc sĩ người Ireland, được biết tới nhiều nhất khi là guitar chính, keyboard và là ca sĩ của ban nhạc rock U2. Là một trong những thành viên đầu tiên của ban nhạc, ông thu âm cùng U2 trong toàn bộ 14 album phòng thu, bên cạnh một album solo. Trong vai trò nghệ sĩ guitar, The Edge cũng tạo cho mình dấu ấn với phong cách chơi riêng biệt. Ông thường chơi giai điệu chậm nhịp, tạo nên nhiều hiệu ứng và góp phần xây dựng nên thương hiệu riêng của U2.
The Edge sinh ra tại Anh trong một gia đình gốc Wales, nhưng sau đó lớn lên ở Ireland. Năm 1976, ông cùng người anh trai Dik ở trường trung học Mount Temple thành lập ban nhạc riêng, tiền thân của U2 sau này. Bị ảnh hưởng sâu sắc từ hòa âm của punk rock, ban nhạc dần sáng tác được những tác phẩm của riêng mình. Họ trở thành một trong những biểu tượng của âm nhạc đại chúng với 2 album đình đám, The Joshua Tree (1991) rồi Achtung Baby (1991). Theo thời gian, The Edge cũng tìm tòi thêm nhiều thể loại âm nhạc mới và đưa chúng vào trong các giai điệu của mình, có thể kể tới dân ca Mỹ, industrial, và alternative rock. Ông còn chơi cả keyboard cho U2, đồng sản xuất album Zooropa (1993), và đôi lúc viết cả lời ca khúc. Ông kết hôn lần thứ 2 với Morleigh Steinberg, một cộng tác viên của ban nhạc.
Cùng ban nhạc U2 hay trong các dự án cá nhân, The Edge đều là một nhân vật tích cực hoạt động từ thiện và bảo vệ nhân quyền. Ông là người sáng lập tổ chức Music Rising nhằm gây quỹ hỗ trợ nạn nhân bão Katrina. Cùng Bono, ông còn tham gia vào nhiều dự án âm nhạc lớn nhỏ, có thể kể tới các sáng tác cho Roy Orbison và Tina Turner, soundtrack cho bộ phim Spider-Man: Turn Off the Dark, và nhạc kịch phỏng theo A Clockwork Orange của nhà hát Royal Shakespeare Company. Ông cũng giành tới 22 giải Grammy cùng ban nhạc, và được ghi danh vào Đại sảnh Danh vọng Rock and Roll vào năm 2005.